# Bagnara Calabra
Bagnara Calabra – miejscowość i gmina we Włoszech, w regionie Kalabria, w prowincji Reggio Calabria.
Według danych na rok 2004 gminę zamieszkiwało 11 229 osób, 467,9 os./km².